# Paola Belgická
Královna Paola Belgická, narozená jako princezna Paola Margherita Maria Antonia Consiglia Ruffo di Calabria (* 11. září 1937, Forte dei Marmi), byla během vlády svého manžela, belgického krále Alberta II., královnou Belgičanů. Je sedmým a nejmladším potomkem prince Fulca Ruffa di Calabria, šestého vévody z Guardia Lombarda  (1884–1946). Její matka byla hraběnka Luisa Gazelli di Rossana e di Sebastiano (1896–1989). Královna Paola má italsko-belgický původ a v mládí byla považována za jednu z nejpůvabnějších žen v Evropě.

## Biografie
Mládí prožila Paola v Římě a zde také zakončila studium klasického latinsko-řeckého gymnázia.

### Původ
Rod Ruffo di Calabria je součástí kalábrijské aristokracie a je jedním z nejstarších italských rodů. Představitel Folco Ruffo zastával vysoký úřad na jihoitalském dvoře Štaufského císaře Fridricha II. (1194–1250). Prvním doloženým členem tohoto rodu je Giordano, jenž byl vrchním velitelem vojsk Siciliského království na počátku roku 1200. Rod Ruffo se na konci 14. století rozdělil do dvou linií: na větev princů Scaletty a větev Ruffo di Calabria, do níž královna Paola patří. Její bratr, princ Fabrizio Ruffo di Calabria, současný hlavní představitel rodu, je nositelem titulu princ Scilly, Palazzola, patricij neapolský, vévoda z Guardia Lombarda, hrabě sinopolský, markýz Licodie, hrabě nicoterský a baron Calannský a Crispanský. Mezi její matrilineární předky patří Gilbert du Motier, markýz de La Fayette, postava známá z boje za americkou nezávislost.

### Manželství, potomci
Za manžela, v té době prince z Liège, se provdala 2. července 1959 v Bruselu. Pár se seznámil o rok dříve, v průběhu intronizace papeže Jana XXIII., na belgické ambasádě v Římě.
Z jejich manželství se narodily tři děti:
- král Filip – manželka: hraběnka Mathilde d'Udekem d'Acoz
- princezna Astrid – manžel: arcivévoda Lorenz Rakouský d'Este
- princ Laurent – manželka: princezna Claire Louise Coombs.

Manželství páru bylo v sedmdesátých letech v problémech a Albert zplodil dceru baronky Sybille de Selys Longchampsové jménem Delphine. Navzdory zahájení rozvodových jednání k rozvodu nakonec nedošlo a v 80. letech se pár usmířil a oslavil to novým symbolickým svatebním obřadem.

### Královna
Královna mluví plynně francouzsky, anglicky, italsky a německy, ale někteří lidé ji kritizují kvůli tomu, že neumí vlámsky, mateřským jazykem 60 % Belgičanů.
Ústava nepředpisovala královně žádné povinnosti, přesto se Paola účastnila veřejného života země, pomáhala manželovi s plněním reprezentativních funkcí. Provázela ho na oficiálních návštěvách, navštěvovala oficiální ceremonie, účastnila se kulturního života, organizujíc koncerty a výstavy.
Zvláštní pozornost věnuje Paola pomoci mládeži z chudých vrstev. Roku 1992 byl založen fond
«Queen Paola Foundation», směrovaný na podporu organizací, pracujících s mládeží, jejichž hlavním cílem je pomoc s adaptací, s nalezením práce, získat vzdělání a boj s drogami. Královna Paola je čestnou presidentkou organizace «Child Focus», jež se zabývá hledáním ztracených dětí v celém světě.
V soukromí se ráda zabývá zahradničením, jejím oblíbeným sportem bylo lyžování a jachting.

## Titulatura a vyznamenání
- Donna Paola princezna Ruffo di Calabria (1937–1959) – titul před sňatkem (jejímu otci byl udělen titul prince králem Viktorem Emanuelem III. v roce 1928. [2]
- Její Královská Výsost princezna z Liège (1959–1993)
- Její Veličenstvo královna Belgičanů (1993–2013)
- Její Veličenstvo královna Paola Belgická (od 2013)

## Galerie

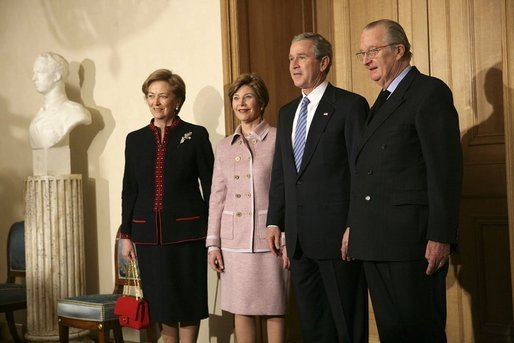
Královna Paola s George W. Bushem, Albertem II. a Laurou Bushovou
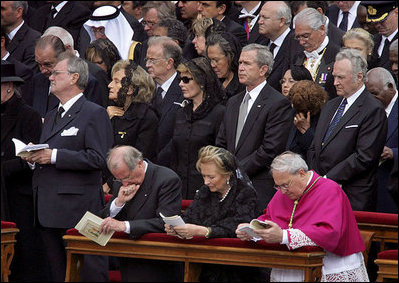
Královna Paola s Albertem II., princem Henrikem Dánským, Bernadette Chiracovou, portugalským prezidentem Jorge Sampaio, George W. Bushem a Laurou Bushovou, estonským prezidentem Arnoldem Rüütelem a filipínským prezidentkou Glorií Macapagal-Arroy na pohřbu Jana Pavla II.

## Vývod z předků
|                |                                        |  |                                     |                                                                |  |  |  |  |  |  |  | Fulco Giordano Ruffo |
|                |                                        |  |                                     |                                                                |  |  |  |  |  |  |  |                      |
|                | Don Fulco Ruffo di Calabria-Santapau   |  |                                     |                                                                |  |  |  |  |  |  |  |                      |
|                |                                        |  |                                     |                                                                |  |  |  |  |  |  |  |                      |
|                |                                        |  |                                     | Donna Maria Felicita Alliata                                   |  |  |  |  |  |  |  |                      |
|                |                                        |  |                                     |                                                                |  |  |  |  |  |  |  |                      |
|                | Beniamino Tristano Ruffo di Calabria   |  |                                     |                                                                |  |  |  |  |  |  |  |                      |
|                |                                        |  |                                     |                                                                |  |  |  |  |  |  |  |                      |
|                |                                        |  |                                     | Don Salvatore Galletti di San Cataldo, Principe di Fiumesalato |  |  |  |  |  |  |  |                      |
|                |                                        |  |                                     |                                                                |  |  |  |  |  |  |  |                      |
|                | Donna Eleonora Galletti di San Cataldo |  |                                     |                                                                |  |  |  |  |  |  |  |                      |
|                |                                        |  |                                     |                                                                |  |  |  |  |  |  |  |                      |
|                |                                        |  |                                     | Donna Concetta Platamone, Principessa di Larderia              |  |  |  |  |  |  |  |                      |
|                |                                        |  |                                     |                                                                |  |  |  |  |  |  |  |                      |
|                | Fulco Ruffo di Calabria                |  |                                     |                                                                |  |  |  |  |  |  |  |                      |
|                |                                        |  |                                     |                                                                |  |  |  |  |  |  |  |                      |
|                |                                        |  |                                     | Corneille-François Mosselman                                   |  |  |  |  |  |  |  |                      |
|                |                                        |  |                                     |                                                                |  |  |  |  |  |  |  |                      |
|                | Théodore Mosselman du Chenoy           |  |                                     |                                                                |  |  |  |  |  |  |  |                      |
|                |                                        |  |                                     |                                                                |  |  |  |  |  |  |  |                      |
|                |                                        |  |                                     | Petronella Joanna Muts                                         |  |  |  |  |  |  |  |                      |
|                |                                        |  |                                     |                                                                |  |  |  |  |  |  |  |                      |
|                | Laura Mosselmanová du Chenoy           |  |                                     |                                                                |  |  |  |  |  |  |  |                      |
|                |                                        |  |                                     |                                                                |  |  |  |  |  |  |  |                      |
|                |                                        |  |                                     | Jacques Coghen                                                 |  |  |  |  |  |  |  |                      |
|                |                                        |  |                                     |                                                                |  |  |  |  |  |  |  |                      |
|                | Isabelle Coghen                        |  |                                     |                                                                |  |  |  |  |  |  |  |                      |
|                |                                        |  |                                     |                                                                |  |  |  |  |  |  |  |                      |
|                |                                        |  |                                     | Caroline Rittweger                                             |  |  |  |  |  |  |  |                      |
|                |                                        |  |                                     |                                                                |  |  |  |  |  |  |  |                      |
| Paola Belgická |                                        |  |                                     |                                                                |  |  |  |  |  |  |  |                      |
|                |                                        |  |                                     |                                                                |  |  |  |  |  |  |  |                      |
|                |                                        |  | Paolo Gazelli, 2nd Count of Rossana |                                                                |  |  |  |  |  |  |  |                      |
|                |                                        |  |                                     |                                                                |  |  |  |  |  |  |  |                      |
|                | Calisto Gazelli, 3rd Count of Rossana  |  |                                     |                                                                |  |  |  |  |  |  |  |                      |
|                |                                        |  |                                     |                                                                |  |  |  |  |  |  |  |                      |
|                |                                        |  |                                     | Giuseppina Brucco                                              |  |  |  |  |  |  |  |                      |
|                |                                        |  |                                     |                                                                |  |  |  |  |  |  |  |                      |
|                | Augusto Gazelli di Rossana             |  |                                     |                                                                |  |  |  |  |  |  |  |                      |
|                |                                        |  |                                     |                                                                |  |  |  |  |  |  |  |                      |
|                |                                        |  |                                     | Carlo Emanuele Cotti, 2.Conte di Ceres                         |  |  |  |  |  |  |  |                      |
|                |                                        |  |                                     |                                                                |  |  |  |  |  |  |  |                      |
|                | Francesca Cotti de Ceres               |  |                                     |                                                                |  |  |  |  |  |  |  |                      |
|                |                                        |  |                                     |                                                                |  |  |  |  |  |  |  |                      |
|                |                                        |  |                                     | Donna Margherita Arese                                         |  |  |  |  |  |  |  |                      |
|                |                                        |  |                                     |                                                                |  |  |  |  |  |  |  |                      |
|                | Luisa Gazelliová                       |  |                                     |                                                                |  |  |  |  |  |  |  |                      |
|                |                                        |  |                                     |                                                                |  |  |  |  |  |  |  |                      |
|                |                                        |  |                                     | Edoardo Giuseppe Rignon, 1st Count of Marmorito                |  |  |  |  |  |  |  |                      |
|                |                                        |  |                                     |                                                                |  |  |  |  |  |  |  |                      |
|                | Felice Rignon                          |  |                                     |                                                                |  |  |  |  |  |  |  |                      |
|                |                                        |  |                                     |                                                                |  |  |  |  |  |  |  |                      |
|                |                                        |  |                                     | Maria Cristina Pilo Boyl                                       |  |  |  |  |  |  |  |                      |
|                |                                        |  |                                     |                                                                |  |  |  |  |  |  |  |                      |
|                | Maria Rignonová                        |  |                                     |                                                                |  |  |  |  |  |  |  |                      |
|                |                                        |  |                                     |                                                                |  |  |  |  |  |  |  |                      |
|                |                                        |  |                                     | Ettore Perrone di San Martino                                  |  |  |  |  |  |  |  |                      |
|                |                                        |  |                                     |                                                                |  |  |  |  |  |  |  |                      |
|                | Luisa Perrone di San Martino           |  |                                     |                                                                |  |  |  |  |  |  |  |                      |
|                |                                        |  |                                     |                                                                |  |  |  |  |  |  |  |                      |
|                |                                        |  |                                     | Adrienne Jenny Florimonde de Fay de La Tour-Maubourg           |  |  |  |  |  |  |  |                      |
|                |                                        |  |                                     |                                                                |  |  |  |  |  |  |  |                      |